# Supercupa Europei 2015
Supercupa Europei 2015 a fost cea de-a 40-a ediție a Supercupei Europei, o competiție fotbalistică anuală organizată de UEFA, ce constă într-un singur meci, jucat între câștigătoarele a celor mai importante două competiții europene intercluburi, Liga Campionilor și Europa League. Meciul s-a jucat între două echipe spaniole: Barcelona, câștigătoarea Ligii Campionilor 2014-2015 și Sevilla, câștigătoare UEFA Europa League 2014-2015. Meciul s-a jucat pe Stadionul Național Boris Paiciadze din Tbilisi, Georgia, în data de 11 august 2015. Este prima oară în istoria turneului când o Supercupă a fost o rejucare a unei ediții anterioare. Cele două echipe iberice s-au întâlnit și în 2006, pe Stade Louis II din Monaco, atunci când Sevilla a câștigat cu scorul de 3–0.
Barcelona a câștigat meciul cu scorul de 5–4, după prelungiri, trecându-și în cont cel de-al cincilea titlu.

## Stadion

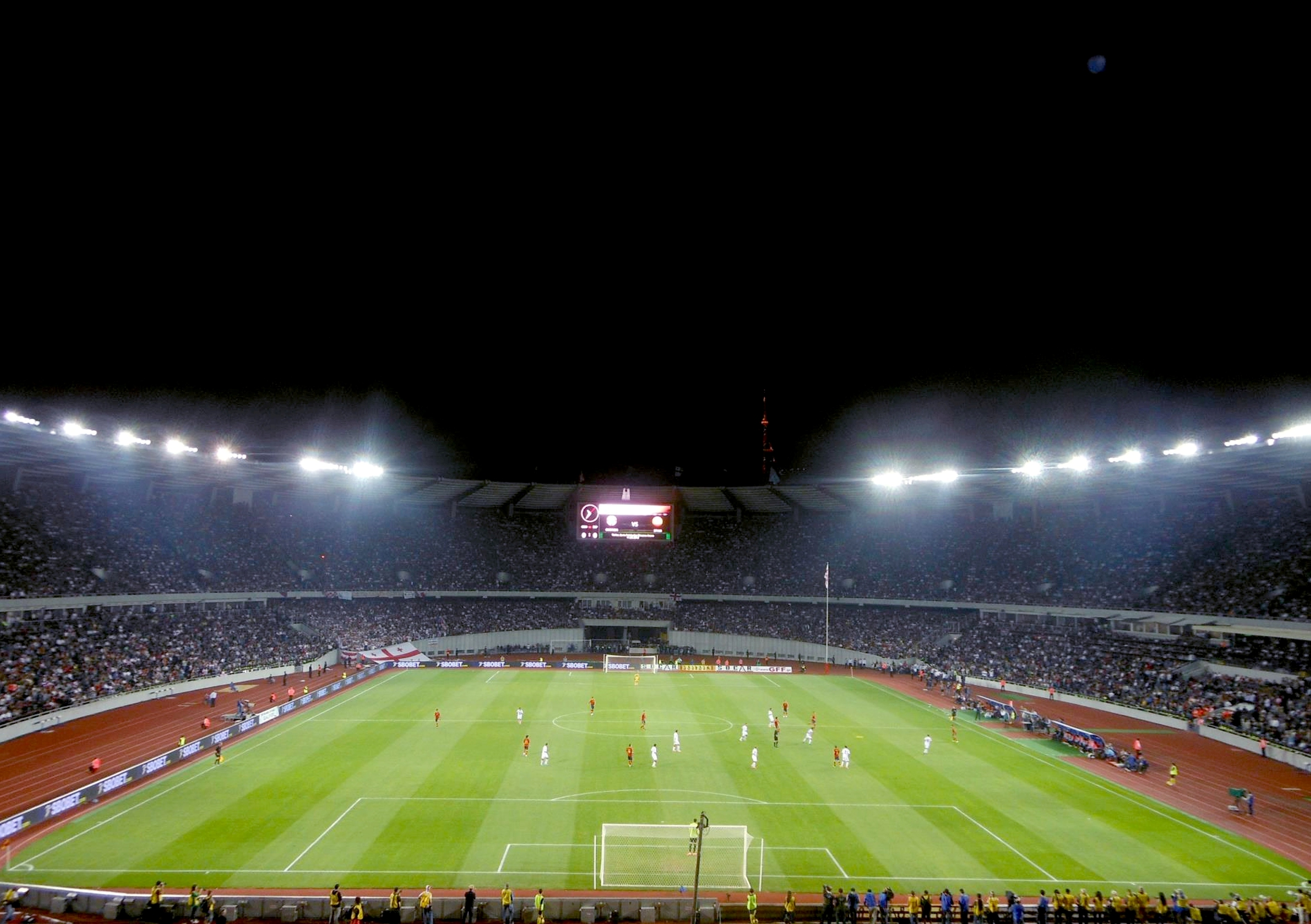
Stadionul Național Boris Paiciadze din Tbilisi, Georgia, a găzduit meciul.

Stadionul Național Boris Paiciadze a fost anunțat ca gazdă a Supercupei pe 5 martie 2014, după ce, inițial, Stadionul Miheil Meshi fusese anunțat pentru a împlini același rol, pe 30 iunie 2012, la întrunirea Comitetului Executiv UEFA. Aceasta a fost prima supercupă europeană organizată de Georgia. Stadionul a fost construit în 1976 și renovat în 2011. Este arena domestică a echipei naționale de fotbal a Georgiei și a clubului FC Dinamo Tbilisi.

## Echipele
| Echipa    | Calificare                                 | Participări anterioare1                        |
| --------- | ------------------------------------------ | ---------------------------------------------- |
| Barcelona | Câștigătoarea Ligii Campionilor 2014-2015  | 1979, 1982, 1989, 1992, 1997, 2006, 2009, 2011 |
| Sevilla   | Câștigătoarea UEFA Europa League 2014-2015 | 2006, 2007, 2014                               |

1 Scrisul îngroșat indică faptul că echipa a câștigat trofeul în acel an

## Meciul
| Barcelona                                       | 5–4 (d.p.) | Sevilla                                                |
| ----------------------------------------------- | ---------- | ------------------------------------------------------ |
| Messi 7', 16' Rafinha 44' Suárez 52' Pedro 115' | Raport     | Banega 3' Reyes 57' Gameiro 72' (pen.) Konoplyanka 81' |

| Barcelona | Sevilla |

| GK           | 1  | Marc-André ter Stegen |      |     |
| RB           | 6  | Dani Alves            | 120' |     |
| CB           | 3  | Gerard Piqué          |      |     |
| CB           | 14 | Javier Mascherano     |      | 93' |
| LB           | 24 | Jérémy Mathieu        | 71'  |     |
| RM           | 4  | Ivan Rakitić          |      |     |
| CM           | 5  | Sergio Busquets       | 117' |     |
| LM           | 8  | Andrés Iniesta (c)    |      | 63' |
| RF           | 10 | Lionel Messi          |      |     |
| CF           | 9  | Luis Suárez           |      |     |
| LF           | 12 | Rafinha               |      | 78' |
| Rezerve:     |    |                       |      |     |
| GK           | 13 | Claudio Bravo         |      |     |
| DF           | 15 | Marc Bartra           |      | 78' |
| DF           | 21 | Adriano               |      |     |
| MF           | 20 | Sergi Roberto         |      | 63' |
| FW           | 7  | Pedro                 | 94'  | 93' |
| FW           | 29 | Sandro Ramírez        |      |     |
| FW           | 31 | Munir El Haddadi      |      |     |
| Antrenor:    |    |                       |      |     |
| Luis Enrique |    |                       |      |     |

| GK         | 13 | Beto                   |       |     |
| RB         | 23 | Coke                   | 87'   |     |
| CB         | 3  | Adil Rami              |       |     |
| CB         | 4  | Grzegorz Krychowiak    | 14'   |     |
| LB         | 2  | Benoît Trémoulinas     |       |     |
| CM         | 7  | Michael Krohn-Dehli    | 120'  |     |
| CM         | 19 | Éver Banega            | 90+2' |     |
| RM         | 10 | José Antonio Reyes (c) |       | 68' |
| AM         | 8  | Vicente Iborra         |       | 80' |
| LM         | 20 | Vitolo                 |       |     |
| CF         | 9  | Kévin Gameiro          |       | 80' |
| Rezerve:   |    |                        |       |     |
| GK         | 1  | Sergio Rico            |       |     |
| DF         | 25 | Mariano                |       | 80' |
| MF         | 12 | Gaël Kakuta            |       |     |
| MF         | 16 | Luismi                 |       |     |
| MF         | 17 | Denis Suárez           |       |     |
| MF         | 22 | Yevhen Konoplyanka     |       | 68' |
| FW         | 11 | Ciro Immobile          | 92'   | 80' |
| Antrenor:  |    |                        |       |     |
| Unai Emery |    |                        |       |     |

| Omul meciului: Arbitri asistenți: Damien MacGraith (Irlanda) Francis Connor (Scoția) Arbitru de rezervă: Graham Chambers (Scoția) Al cincilea oficial: Bobby Madden (Scoția) Kevin Clancy (Scoția) | Regulile meciului - 90 de minute de joc. - 30 de minute de prelungiri dacă este necesar. - Lovituri de departajare dacă scorul rămâne egal. - Șapte rezerve, dintre care se pot folosi trei. |

### Statistici
|                   | Barcelona | Sevilla |
| ----------------- | --------- | ------- |
| Goluri            | 3         | 1       |
| Șuturi            | 8         | 6       |
| Șuturi pe poartă  | 5         | 2       |
| Parade            | 1         | 2       |
| Posesie           | 63%       | 37%     |
| Lovituri de colț  | 4         | 2       |
| Faulturi          | 4         | 7       |
| Ofsaiduri         | 1         | 2       |
| Cartonașe galbene | 0         | 1       |
| Cartonașe roșii   | 0         | 0       |

|                   | Barcelona | Sevilla |
| ----------------- | --------- | ------- |
| Goluri            | 1         | 3       |
| Șuturi            | 10        | 8       |
| Șuturi pe poartă  | 3         | 3       |
| Parade            | 0         | 2       |
| Posesie           | 57%       | 43%     |
| Lovituri de colț  | 1         | 2       |
| Faulturi          | 11        | 7       |
| Ofsaiduri         | 1         | 1       |
| Cartonașe galbene | 1         | 2       |
| Cartonașe roșii   | 0         | 0       |

|                   | Barcelona | Sevilla |
| ----------------- | --------- | ------- |
| Goluri            | 1         | 0       |
| Șuturi            | 6         | 3       |
| Șuturi pe poartă  | 2         | 1       |
| Parade            | 1         | 1       |
| Posesie           | 68%       | 32%     |
| Lovituri de colț  | 3         | 0       |
| Faulturi          | 5         | 7       |
| Ofsaiduri         | 1         | 1       |
| Cartonașe galbene | 3         | 2       |
| Cartonașe roșii   | 0         | 0       |

|                   | Barcelona | Sevilla |
| ----------------- | --------- | ------- |
| Goluri            | 5         | 4       |
| Șuturi            | 24        | 17      |
| Șuturi pe poartă  | 10        | 6       |
| Parade            | 2         | 5       |
| Posesie           | 62%       | 38%     |
| Lovituri de colț  | 8         | 4       |
| Faulturi          | 20        | 21      |
| Ofsaiduri         | 3         | 4       |
| Cartonașe galbene | 4         | 5       |
| Cartonașe roșii   | 0         | 0       |

Sursă: UEFA